# Jacob Freudenthal

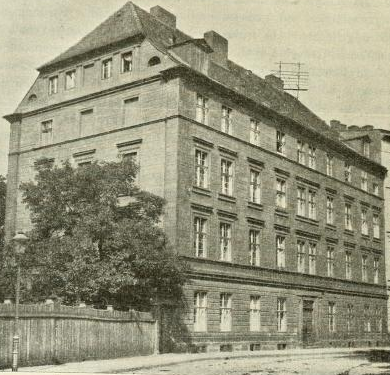
Gmach wrocławskiego seminarium żydowskiego, gdzie uczył się, a potem nauczał Jacob Freudenthal

Jacob Freudenthal (ur. 20 czerwca 1839 w Bodenfelde, zm. 1 czerwca 1907 w Szklarskiej Porębie) – niemiecki filozof i nauczyciel akademicki.
Był synem kupca, ukończył szkołę żydowską w rodzinnym mieście i w 1855 podjął naukę w Żydowskim Seminarium Teologicznym we Wrocławiu, z zamiarem zostania rabinem. W 1858 zdał egzamin maturalny w Hanowerze, po czym odbył studia z zakresu filozofii, filologii i protestanckiej teologii najpierw na Uniwersytecie Wrocławskim, a później na uniwersytecie w Getyndze, gdzie uzyskał doktorat w 1863 i do następnego roku pracował jako nauczyciel w Wolfenbüttel. W 1864 objął posadę wykładowcy we wrocławskim Żydowskim Seminarium Teologicznym, ucząc tam do 1888. W 1869 ożenił się z Therese Sachs. Pracę w seminarium łączył z badaniami naukowymi, dzięki czemu w 1874 uzyskał habilitację na Uniwersytecie Wrocławskim, a w następnym roku podjął tam pracę jako wykładowca filozofii, od 1878 docent, a w 1888 został na tejże uczelni profesorem zwyczajnym. Dalszą karierę związał z Uniwersytetem Wrocławskim, którego był senatorem w kadencji 1894–1896, a w 1898 objął stanowisko dziekana wydziału filozoficznego, piastując je do 1899.
Prowadził prace naukowe, specjalizując się w badaniu dzieł filozofów starożytnej Grecji, czemu poświęcone były zarówno jego doktorat, jak i habilitacja, ponadto zajmował się filozofią Spinozy.
Był ojcem Bertholda, późniejszego profesora prawa karnego.
Jacob Freudenthal pochowany został na cmentarzu żydowskim przy ul. Lotniczej.